# Sympycnus clavatus
Sympycnus clavatus is een vliegensoort uit de familie van de slankpootvliegen (Dolichopodidae). De wetenschappelijke naam van de soort is voor het eerst geldig gepubliceerd in 1913 door Van Duzee.